# Habra
Habra è una suddivisione dell'India, classificata come municipality, di 127.695 abitanti, situata nel distretto dei 24 Pargana Nord, nello stato federato del Bengala Occidentale. In base al numero di abitanti la città rientra nella classe I (da 100.000 persone in su).

## Geografia fisica
La città è situata a 22° 50' 4 N e 88° 37' 39 E e ha un'altitudine di 12 m s.l.m..

## Società

### Evoluzione demografica
Al censimento del 2001 la popolazione di Habra assommava a 127.695 persone, delle quali 65.263 maschi e 62.432 femmine. I bambini di età inferiore o uguale ai sei anni assommavano a 12.343, dei quali 6.275 maschi e 6.068 femmine. Infine, coloro che erano in grado di saper almeno leggere e scrivere erano 100.313, dei quali 54.035 maschi e 46.278 femmine.